# Moyencharia mineti
Moyencharia mineti is een vlinder uit de familie van de Metarbelidae. De wetenschappelijke naam van de soort is voor het eerst gepubliceerd in 2013 door Ingo Lehmann.
De spanwijdte bedraagt 20 millimeter.
De soort komt voor in Tsjaad (Moyen-Chari).